# Miroslav Pour
Podplukovník Miroslav Pour (23. prosince 1889 Nový Bydžov – 13. června 1964 Nový Bydžov) byl legionář a důstojník československé armády. 

## Život

### Mládí a první světová válka
Miroslav Pour se narodil 23. prosince 1889 v Novém Bydžově. Mezi lety 1902 a 1906 studoval na gymnáziu, poté do roku 1909 na kadetní škole v Praze. Ve stejný rok byl pak odveden k c. k. pěšímu pluku. Po začátku první světové války odjel v hodnosti poručíka na postu velitele roty na srbskou frontu, kde v prosinci 1914 padl do zajetí. V roce 1915 absolvoval s dalšími zajatci Pochod hladu přes Albánii, aby byl v říjnu téhož roku převezen do Itálie. Zde vstoupil v červnu 1918 do Československých legií, kde bojoval jako velitel roty v prostoru Lago di Garda. V listopadu 1918 byl povýšen na kapitána.

### Mezi světovými válkami
Po návratu do Československa na přelomu zimy a jara 1919 se Miroslav Pour stal velitelem roty v Michalovcích a velmi brzo potom velitelem praporu v Trebišově. Zúčastnil se bojů s Maďary u Sabinova a Orlova. V září 1919 se vrátil do Čech, kdy byl jmenován velitelem praporu ve Vysokém Mýtě a poté střídal posádky ve východních Čechách. V lednu 1929 byl opět odvelen na Slovensko konkrétně do Bardejova, v červenci téhož roku byl povýšen již na podplukovníka. V září 1933 se stal velitelem praporu horského pěšího pluku v Liptovském Mikuláši. 1. prosince 1936 byl v témže městě jmenován velitelem praporu Stráže obrany státu a zároveň vojensko-technickým referentem u hlavního politického úřadu. V březnu 1939 před rozpadem republiky úspěšně řídil bojové akce proti Hlinkově gardě.

### Druhá světová válka a po ní
Během druhé světové války se do protinacistického odboje nezapojil, okrajově se zúčastnil květnového povstání v Novém Bydžově. Po jejím skončení již nebyl znovu povolán k armádě a v dubnu 1946 byl oficiálně přeložen do výslužby. Zemřel 13. června 1964 v Novém Bydžově.